# Lidcombe, New South Wales
Lidcombe este o suburbie în Sydney, Australia.